# Vuelo 800 de LATAM
El vuelo 800 de LATAM era un vuelo internacional regular de pasajeros desde el Aeropuerto de Sídney en Australia al Aeropuerto Internacional Arturo Merino Benítez en Santiago de Chile, con escala en el Aeropuerto de Auckland, Nueva Zelanda. El 11 de marzo de 2024, aproximadamente dos horas después del primer tramo del vuelo, el Boeing 787-9 que realizaba el vuelo experimentó un incidente y cayó repentinamente. De las 272 personas a bordo, 50 resultaron heridas y 12 personas fueron trasladadas al hospital tras aterrizar en Auckland.

## Aeronave
La aeronave era un Boeing 787-9, matrícula CC-BGG. Fue entregado a LATAM en diciembre de 2015.
El avión había operado el vuelo de ida, LA801, de Santiago a Sídney vía Auckland. Tras el incidente, el tramo de regreso a Santiago fue cancelado.

## Incidente
El vuelo 800 de LATAM Airlines despegó del aeropuerto de Sydney a las 11:44 AEDT (00:44 UTC), ascendiendo a crucero en el nivel de vuelo 410.
Mientras el vuelo sobrevolaba el mar de Tasmania, aproximadamente a dos horas de vuelo y a una hora de Auckland, el avión cayó repentinamente. En pocos segundos, el avión perdió más de 300 pies de altitud. Las personas y objetos que no estaban sujetos fueron lanzados hacia arriba, y entre 30 y 40 personas golpearon el techo de la cabina. Varias personas informaron que "se sintió como un terremoto" y un pasajero recordó haber sido arrojado hacia atrás entre 4 y 5 filas de asientos.
El avión continuó hacia Auckland según lo programado y aterrizó a las 16:26 NZDT (03:26 UTC). El personal médico abordó el avión en el aeropuerto de Auckland y atendió a los heridos, correspondientes a 50 personas, con reportes de cortes y contusiones, lesiones en la cabeza y el cuello y huesos rotos. 12 personas fueron trasladadas al hospital, incluida una en estado grave. El piloto informó a un pasajero que los instrumentos de la cabina se quedaron en blanco cuando el avión cayó y que volvieron a estar en línea unos segundos después.

## Investigación
Dado que el incidente ocurrió en una aeronave registrada en Chile sobre aguas internacionales, la Dirección General de Aeronáutica Civil es responsable de investigar el incidente e inició una investigación el 12 de marzo de 2024. La Comisión de Investigación de Accidentes de Transporte de Nueva Zelanda está ayudando en la investigación. Se desconoce la causa exacta del cambio repentino en la trayectoria, pero la mayoría de los expertos han sugerido que múltiples factores influyeron en el incidente, y se sugiere como posible explicación un mal funcionamiento de los sistemas informáticos. Se recuperaron la grabadora de datos de vuelo y la caja negra de la cabina del vuelo, pero su contenido aún no se ha hecho público.

## Reacciones
Boeing respondió al incidente afirmando: "Estamos trabajando para recopilar más información sobre el vuelo y brindaremos el apoyo que necesiten nuestros clientes". El accidente se produjo tras las crecientes críticas de Boeing por múltiples problemas durante el vuelo en sus aviones.
LATAM pidió disculpas por el incidente y afirmó: "Lamentamos las molestias y perjuicios que esta situación haya podido causar a sus pasajeros, y reitera su compromiso con la seguridad como prioridad en el marco de sus estándares operacionales".
La Administración Federal de Aviación de los Estados Unidos (FAA) respondió al incidente en un mensaje no revelado y, a cambio, Boeing emitió una declaración sobre el vuelo, citando: "Basándonos en la auditoría de la FAA, nuestras suspensiones de calidad y el reciente informe del panel de expertos, continuamos implementando cambios inmediatos y desarrollando un plan de acción integral para reforzar la seguridad y la calidad, y generar la confianza de nuestros clientes y sus pasajeros".